# Carlo Ginori

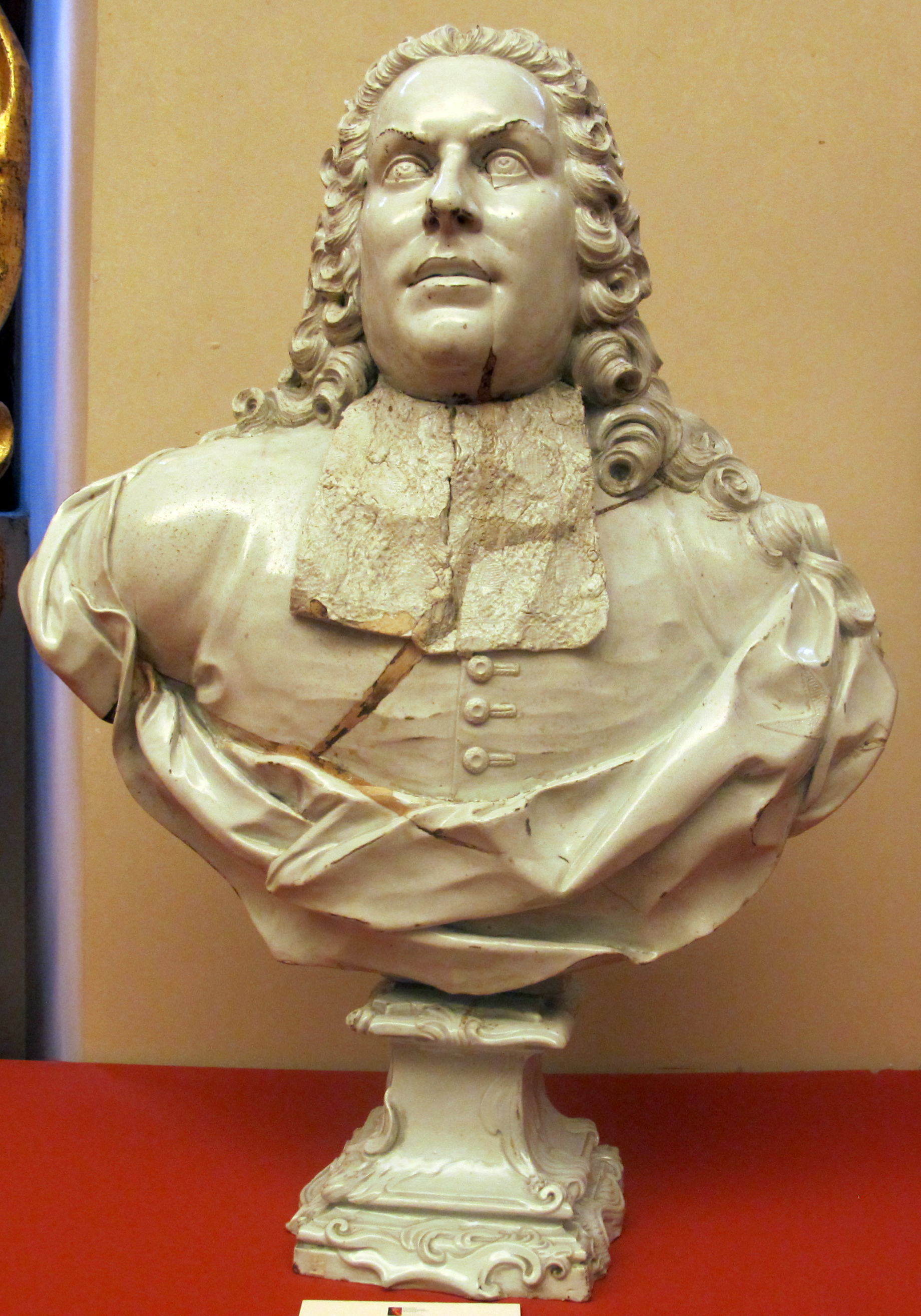
Von Gaspero Bruschi geschaffene Büste aus der Manufaktur Doccia.

Marchese Carlo Andrea Ginori (* 7. Januar 1702 in Florenz; † 11. April 1757 in Livorno) war ein italienischer Politiker und Unternehmer. Er gründete in Doccia bei Florenz die erste Porzellanmanufaktur Italiens.
Carlo Ginori stammte aus einer alteingesessenen Florentiner Familie, die mit dem Wollhandel reich geworden war. Seit 1730 war er mit Donna Elisabetta Corsini, einer Nichte des späteren Papstes Clemens XII., verheiratet. Schon früh war er an wissenschaftlichen Studien interessiert, die er als Amateurwissenschaftler sein ganzes Leben weiter führte. Ginori betätigte sich auf verschiedenen Gebieten; so führte er in der Toskana die Zucht der Angoraziege ein, importierte exotische Pflanzen zu landwirtschaftlichen Studien und förderte den Korallenfang vor der Küste. Ginori war seit 1734 florentinischer Senator und erwarb 1738 den Titel eines Marchese von Riparbella. Auf diesem Landgut in der Maremma begann er mit Projekten zur Trockenlegung des Sumpflandes und antizipierte damit die späteren Unternehmungen unter den toskanischen Großherzögen aus dem Hause Habsburg-Lothringen. Ab 1746 war Carlo Ginori Gouverneur der Stadt Livorno.
Bedeutend wurden seine Studien zur Porzellanherstellung, die er um 1735 begann. 1737 besuchte er in diplomatischer Mission Wien. Bei diesem Aufenthalt vertiefte er seine Kenntnisse, und brachte Arkanisten und Maler aus der Wiener Porzellanmanufaktur mit, die ihm beim Aufbau seiner eigenen Fabrik halfen. Diese gilt, nach der von Meißen und Wien, als drittälteste in Europa. Sie entstand 1737 in der Villa seines Landgutes in Doccia (heute Ortsteil von Sesto Fiorentino) und bestand noch bis 2013 unter dem Namen Richard-Ginori.